# Dryopteris thibetica
Dryopteris thibetica är en träjonväxtart som först beskrevs av Adrien René Franchet, och fick sitt nu gällande namn av Carl Frederik Albert Christensen. Dryopteris thibetica ingår i släktet Dryopteris och familjen Dryopteridaceae. Inga underarter finns listade.